# Phileurus incurvatus
Phileurus incurvatus är en skalbaggsart som beskrevs av S. Endrödi 1978. Phileurus incurvatus ingår i släktet Phileurus och familjen Dynastidae. Utöver nominatformen finns också underarten P. i. abscissus.